# جام فدراسیون هند
جام فدراسیون هند رقابت‌های حذفی فوتبال است که از سال ۱۹۷۷ (میلادی) تاکنون در کشور هند برگزار می‌شود.